# منشأة منبال
قرية منشأة منبال هي إحدى القرى التابعة لمركز مطاي بمحافظة المنيا في جمهورية مصر العربية. حسب إحصاءات سنة 2006، بلغ إجمالي السكان في منشأة منبال 4997 نسمة، منهم 2609 رجال و2388 امرأة.